# Ziegelei (Aland)
Ziegelei ist ein Wohnplatz im Ortsteil Pollitz der Gemeinde Aland im Landkreis Stendal in Sachsen-Anhalt.

## Geografie
Der Ort liegt etwa 1½ Kilometer nordwestlich von Pollitz, acht Kilometer nordwestlich von Krüden, dem Sitz der Gemeinde Aland, und 13 Kilometer nordwestlich der Hansestadt Seehausen (Altmark), dem Sitz der Verbandsgemeinde Seehausen (Altmark). Die Nachbarorte sind Wanzer im Nordosten und Pollitz im Süden.

## Geschichte
Im Jahre 1872 wurde der Wohnplatz Ziegelei erstmals erwähnt.